# Wa-jewarech David
Wa-jewarech David (hebräisch “וַיְבָרֶךְ דָּוִיד [אֶת ה' לְעֵינִי כל הקָהָל]”; deutsch „Es segnete David Gott vor den Augen der Gemeinde“) ist ein jüdisches Gebet.

## Beschreibung

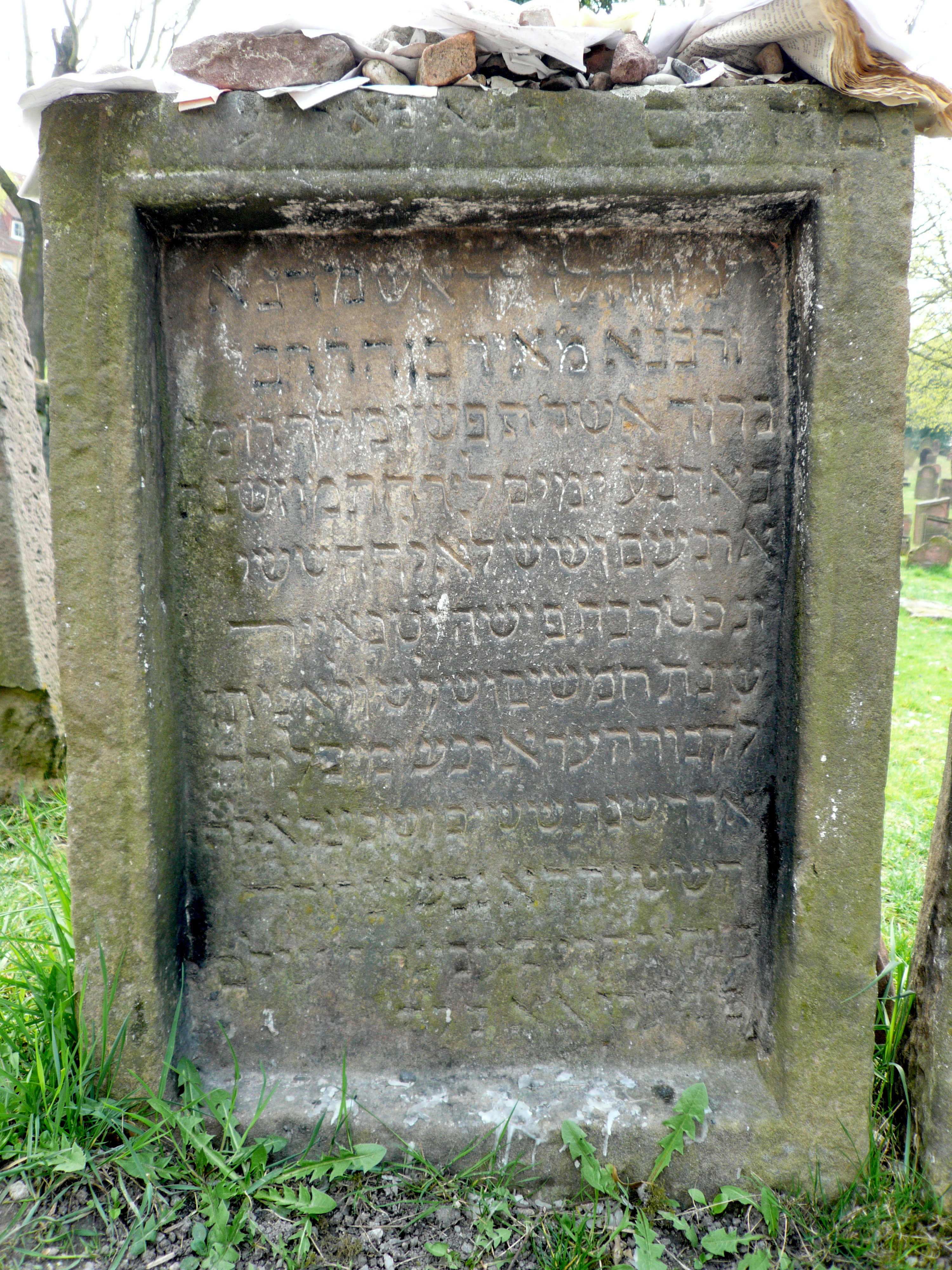
Das Grab des Rabbi Meir

Es wird während des Schacharit (Morgengebet) während des Psuke desimra rezitiert. Es besteht aus den Versen 10–13 von Kapitel 29 aus dem 1. Buch der Chronik.
Die Rezitation dieser Verse wurde im 13. Jahrhundert von Rabbi Meir von Rothenburg eingeführt.

Tempel Salomos, Rekonstruktion (erster Tempel)

Die Verse wurden ursprünglich von König David gebildet, als dieser die ganze Gemeinde segnete und die Mittel bereitstellte, um den Tempel (durch den Sohn Salomon) bauen zu lassen. Daher ist es jüdische Sitte geworden, jedes Mal, wenn Mittel im Rahmen der Zedaka bereit gelegt werden, dieses Gebet zu sprechen (außer Schabbat und Jom Tow).
König David erwähnte ausschließlich den Stammvater Jakob und keinen anderen der Erzväter in diesen Versen. Jacob war der einzige Patriarch, der ein Gelübde zum Zehnten schuf. In einigen sephardischen Gemeinden trägt die Sammelbox für die Kollekte die Inschrift: וַיְבָרֶךְ דָּוִיד (wa-jewarech David; deutsch „Er segnete David“).
Das 2. Buch der Könige 12,9-11  schildert, wie der salomonische Tempel in der Regierungszeit des Königs Joasch durch Geld wiederaufgebaut wurde, das Tempelbesucher beim Verlassen des Tempels in eine Lade, in die ein Loch gebohrt worden war, warfen.
Für das ebenfalls Kollekte genannte Kollektengebet im Christentum siehe Tagesgebet.

## Text und Übersetzung
| \| וַיְבָרֶךְ דָּוִיד אֶת ה' לְעֵינֵי כָּל הַקָּהָל. וַיּאמֶר דָּוִיד בָּרוּךְ אַתָּה ה' אֱלהֵי יִשְׂרָאֵל אָבִינוּ מֵעולָם וְעַד עולָם: לְךָ ה' הַגְּדֻלָּה וְהַגְּבוּרָה וְהַתִּפְאֶרֶת וְהַנֵּצַח וְהַהוד כִּי כל בַּשָּׁמַיִם וּבָאָרֶץ. לְךָ ה' הַמַּמְלָכָה וְהַמִּתְנַשֵּׂא לְכל לְראשׁ: וְהָעשֶׁר וְהַכָּבוד מִלְּפָנֶיךָ וְאַתָּה מושֵׁל בַּכּל וּבְיָדְךָ כּחַ וּגְבוּרָה. וּבְיָדְךָ לְגַדֵּל וּלְחַזֵּק לַכּל: וְעַתָּה אֱלהֵינוּ מודִים אֲנַחְנוּ לָךְ. וּמְהַלְלִים לְשֵׁם תִּפְאַרְתֶּךָ: וִיבָרְכוּ שֵׁם כְּבדֶךָ וּמְרומַם עַל כָּל בְּרָכָה וּתְהִלָּה: \| “ \| | „Es segnete David Gott vor den Augen der ganzen Gemeinde, und David sprach: Gesegnet seist Du Gott, Gott Jisraels unseres Vaters, von fernster Vergangenheit bis zur fernster Zukunft. Dein, Gott, ist die Größe und die Macht und die Herrlichkeit und der Sieg und die Majestät, denn Dein alles im Himmel und auf Erden; Dein ist die Herrschaft und was sich nur irgend wem zum Haupt erhebt. Und der Reichtum und die Ehre geht von Dir aus, und Du waltest über alles, in Deiner Hand ist Kraft und Macht, in deiner Hand Größe und Stärke allem zu verleihen. Und nun, unser Gott, danken wir Dir und sprechen das Thatenlob dem Namen Deiner Herrlichkeit aus.“ |
| | Quelle: Samson Raphael Hirsch: Siddûr tefillôt Yiśrāʾēl, Israels Gebete, (סדור תפלות ישראל). |
| וַיְבָרֶךְ דָּוִיד אֶת ה' לְעֵינֵי כָּל הַקָּהָל. וַיּאמֶר דָּוִיד בָּרוּךְ אַתָּה ה' אֱלהֵי יִשְׂרָאֵל אָבִינוּ מֵעולָם וְעַד עולָם: לְךָ ה' הַגְּדֻלָּה וְהַגְּבוּרָה וְהַתִּפְאֶרֶת וְהַנֵּצַח וְהַהוד כִּי כל בַּשָּׁמַיִם וּבָאָרֶץ. לְךָ ה' הַמַּמְלָכָה וְהַמִּתְנַשֵּׂא לְכל לְראשׁ: וְהָעשֶׁר וְהַכָּבוד מִלְּפָנֶיךָ וְאַתָּה מושֵׁל בַּכּל וּבְיָדְךָ כּחַ וּגְבוּרָה. וּבְיָדְךָ לְגַדֵּל וּלְחַזֵּק לַכּל: וְעַתָּה אֱלהֵינוּ מודִים אֲנַחְנוּ לָךְ. וּמְהַלְלִים לְשֵׁם תִּפְאַרְתֶּךָ: וִיבָרְכוּ שֵׁם כְּבדֶךָ וּמְרומַם עַל כָּל בְּרָכָה וּתְהִלָּה:            | “ |